# K-grind
Tricket K-grind (även kallat crooked grind eller crooks) har lånat detta "K" från Eric Koston, som satte sin signatur på tricket under tidigare delen av 1990-talet. Tricket uppfanns dock av Dan Peterka och kallas först för just Peterka grind.[källa behövs] Det namnet dog dock ganska snabbt till fördel för just K-grind, eftersom Koston var den som utförde grinden snyggast och med bäst stil.